# Fausto Reinaga
José Félix Reinaga Chavarría también conocido como Fausto Reinaga (San Pedro de Macha, Bolivia; 27 de marzo de 1906 − La Paz, Bolivia; 19 de agosto de 1994) fue un escritor e intelectual indio boliviano. Su obra más importante fue La revolución india publicada el año 1970.

## Biografía
Fausto Reinaga nació el 27 de marzo de 1906 en el pueblo de San Pedro de Macha, en la provincia de Chayanta del departamento de Potosí (Bolivia). Fue bautizado con el nombre de José Félix Reinaga Chavarría.
Fue hijo de Genaro Reinaga y de Alejandra Chavarría.
Su familia era propietaria de tierras agrícolas en las regiones de San Lázaro y Pukamayu. Reinaga demostró su capacidad intelectual a muy temprana edad, debido principalmente a que tenía un impedimento físico, por lo que su participación en las labores físicas, que demandaban las labores agrícolas,no podían ser desarrolladas de manera normal.
Siendo el segundo de cinco hermanos, todos sobrevivieron a la guerra de chaco y las Reforma agraria, siendo el único al cual la familia, decidió apoyar en sus estudios superiores en la Universidad Mayor de San Francisco Xavier, culminando sus estudios como abogado, lo que posteriormente lo llevó a ser un intelectual indígena reconocido y así asumió la diputación por el Norte de Potosí, por el Movimiento Nacionalista Revolucionario.
En 1957, el Partido Comunista de Bolivia lo envió a Leipzig (en la Alemania del Este) a un Congreso de Sindicatos comunistas, y de allí visitió la Unión Soviética. Después de su regreso, estuvo en un congreso comunista celebrado en Montevideo (Uruguay), donde fue detenido. Su libro El sentimiento mesiánico del pueblo ruso fue confiscado. Los comunistas no le ayudaron, por lo que tuvo que ser repatriado por la embajada de Bolivia en Montevideo. Luego entró en una crisis de conciencia y se alejó del Partido Comunista de Bolivia. Viajó a Machu Picchu (sur del Perú), que había sido capital del Imperio inca, donde se dio cuenta del poder de sus antepasados.
Aproximadamente hasta 1960, Fausto fue un ardiente partidario del marxismo.

A mi regreso de Europa rompí con toda mi tradición intelectual y con toda mi producción cholista. Hubiese querido que no existiese… Es otra etapa, otro camino que he encontrado; y tengo otra meta en el horizonte. En mis obras de 1940 a 1960 yo buscaba la asimilación del indio por el cholaje blanco-mestizo. Y en las que publiqué de 1964 a 1970 buscaba la liberación del indio, previa destrucción del cholaje blanco-mestizo… y planteo la revolución india.
Fausto Reinaga, La revolución india, 1969 (pág. 463).

Reinaga se convirtió en el pionero del indianismo boliviano. El 15 de noviembre de 1962 fundó el partido PIAK (Partido de Indios Aymaras y Keswas), que más tarde se llamó PIB (Partido Indio de Bolivia).
En sus últimas obras, "La revolución india" (1970), "Tesis india" (1971), "El pensamiento amáutico" (1978), El hombre (1981), y en su última obra, "El pensamiento indio" (1991), establece la superioridad de la ideología y la filosofía de los indígenas con respecto al pensamiento occidental.

Hay que sacar a Cristo y a Marx de la cabeza del indio.
Fausto Reinaga

El Inti y la PachaMama ―a diferencia del terrorífico Jehová, respiran y rezuman amor, y hacen del hombre un ser alegre, amante del bien y la paz. La filosofía inka tiene la misión de ennoblecer la vida. La dicha, el amor y la paz son un goce social.
Fausto Reinaga, La revolución india (pág. 397), 1969

## Obras
Fausto Reinaga publicó más de 30 libros: Su obra más importante es La Revolución India.
Sus trabajos fueron reeditados por su asistente y sobrina Hilda Reinaga.

### Libros
- 1940, Mitayos y Yanaconas, Oruro - Bolivia, Imprenta Mazuelo Oruro. Fue Primer premio Municipal de Oruro en 1940.
- 1953, Tierra y libertad. La revolución nacional y el indio, La Paz, Ediciones Rumbo Sindical
- 1953, Belzu. Precursor de la revolución nacional, La Paz-Bolivia, Rumbo Sindical, Ganó un concurso de la Alcaldía Municipal de La Paz.
- 1956, Franz Tamayo y la revolución boliviana, La Paz-Bolivia, Editorial Casegural.
- 1960, Alcides Arguedas, La Paz-Bolivia, Impreso en Talleres Gráficos "Gutenberg"
- 1960, El sentimiento mesiánico del pueblo ruso, La Paz-Bolivia, Ediciones SER (Sindicato de Escritores Revolucionarios).
- 1964, El indio y el cholaje boliviano. Proceso a Fernando Diez de Medina, La Paz-Bolivia, Ediciones PIAKK (Partido de Indios Aymaras y Kheshuas del Kollasuyu-Bolivia).
- 1967, La intelligentsia del cholaje boliviano, La Paz-Bolivia, Ediciones Partido Indio de Bolivia.
- 1968, El indio y los escritores de América, La Paz-Bolivia, Ediciones PIB (Partido Indio de Bolivia).
- 1970, La revolución india, La Paz-Bolivia, Edición Fundación Amáutica Fausto Reinaga, 2da edición 2000.
- 1970, Manifiesto del Partido Indio, La Paz-Bolivia, Impresión Wa – Gui, 2da edición 2007.
- 1971, Tesis India, La Paz-Bolivia, Impresión Wa – Gui, 2da edición 2006.
- 1974, América India y Occidente, La Paz-Bolivia, Ediciones Partido Indio de Bolivia
- 1978, La razón y el indio, La Paz-Bolivia, Impreso Litografías e Imprentas Unidas S.A
- 1978, El pensamiento amáutico, La Paz-Bolivia, Ediciones Partido Indio de Bolivia
- 1978, Indianidad, La Paz-Bolivia, Impresores: Litografías e Imprentas UNIDAS
- 1980, ¿Qué hacer?, La Paz-Bolivia, Ediciones Comunidad Amáutica Mundial.
- 1981, El hombre, La Paz-Bolivia, Ediciones Comunidad Amáutica Mundial.
- 1981, La revolución amáutica, La Paz-Bolivia, Impresión Wa – Gui, 2da. Edición 2001
- 1981, Bolivia y la revolución de las fuerzas armadas, La Paz-Bolivia, Ediciones Comunidad Amáutica Mundial.
- 1981, La era de Einstein, La Paz-Bolivia, Ediciones Comunidad Amáutica Mundial.
- 1982, La podredumbre criminal del pensamiento europeo, La Paz-Bolivia, Ediciones Comunidad Amáutica Mundial.
- 1983, Sócrates y yo, La Paz-Bolivia, Ediciones Comunidad Amáutica Mundial.
- 1984, Europa prostituta asesina, La Paz-Bolivia, Ediciones Comunidad Amáutica Mundial
- 1986, Crimen. Sócrates, Cristo, Marx, Churchill, Roosevelt, Stalin Hitler, Reagan, La Paz-Bolivia, Ediciones Comunidad Amáutica Mundial.
- 1991, El pensamiento indio, La Paz-Bolivia, Ediciones Comunidad Amáutica Mundial.

### Folletos o Monografías
- 1949, Víctor Paz Estensoro, La Paz-Bolivia, Publicaciones del CEC, (folleto)
- 1952, Nacionalismo boliviano. Teoría y programa, La Paz-Bolivia, Rumbo Sindical 17 (folleto.)
- 1956, Revolución cultural y crítica, La Paz-Bolivia, Ed. Casegural, separata parte del apéndice de Franz Tamayo y la Revolución boliviana.
- s-f, América: 500 años de esclavitud, hambre y masacre, (folleto)

### Artículos
- 1953, "La raíz del pensamiento boliviano", en Khana. Revista municipal de arte y letras Vol. 1, n° 1 y 2, La Paz-Bolivia, pp. 15-16.
- 1953, "La revolución boliviana no es ni debe ser burguesa", en Revista Abril n° 1, La Paz-Bolivia, pp. 3-28.
- 1960, “España”, sin datos.
- 1963, “El Cuzco que he sentido”, en La Nación - Suplemento Dominical, domingo 6 de octubre de 1963.
- 1981, “Fausto Reinaga”, en Bonfil Batalla, Guillermo (director), Utopía y revolución: el pensamiento político contemporáneo de los indios en América Latina. México, Nueva Imagen, pp. 60-86.

### Revistas
- 1979, Amauta 1. Revista de la Comunidad India Mundial (CIM), La Paz-Bolivia, Empresa Editora Urquizo S.A.

## Críticas
Se le critica mucho la posición radical y su frontal desprecio a occidente, planteados en sus obras: "La podredumbre criminal del pensamiento europeo", así mismo la poca talla filosófica al atreverse a criticar a los filósofos clásicos (Aristóteles, Sócrates, Platón, etc). Sus expresiones incendiarias, en el sentido que la violencia y la ambición fueron elementos que surgieron únicamente del pensamiento occidental, no tiene avales veraces; pareciera que desconoce los violentos enfrentamientos entre los quechuas incas y los problemas palaciegos entre sus monarcas, sobre todo Pachautec, Atahualpa o  Huáscar. Tampoco las conclusiones modernas del por qué del declive de la civilización Maya  (La sobreexplotación de la madera que produjo un daño ecológico).